# 表面波探査試験方法
表面波探査試験方法（ひょうめんはたんさしけんほうほう）

## 表面波探査手法
表面波探査は、地震波の一種である表面波を用いて行う物理探査の一種で、振動を用いた地盤調査方法。振動は、硬い物質ほど早く伝わり、柔らかい物質では遅く伝わるという性質を利用し地盤の硬軟を明らかにします。
地面に上下に震動する起振機と二つの検出器（加速度センサー）を設置し、検出器間の地盤を伝わる波の速度を測定し数値化。

## 特色
- 非破壊検査
- 探査深度は１０M前後
- 沈下量は即時沈下量ＳEと圧密沈下量Ｓcの合計量を算出。予定されている構造物の形状および重量により、地盤がどのくらい沈下する可能性を有しているのかを算出。
- ガラや礫の混在・表層改良後・アスファルト舗装面に於いても調査可能
- 地下水位・土質の判断は不可